# Provincia de Estambul
Estambul es una de las 81 provincias en que está dividida Turquía, administrada por un gobernador designado por el Gobierno central. Su población es de 15.733.812 habitantes y la ciudad de Estambul, su capital comercial, tiene 13.203.696 habitantes.

## División administrativa
Distritos (ilçeler):
- Arnavutköy
- Avcılar
- Bağcılar
- Bahçelievler
- Bakırköy
- Başakşehir
- Bayrampaşa
- Beşiktaş
- Beylikdüzü
- Beyoğlu
- Büyükçekmece
- Çatalca
- Esenler
- Esenyurt
- Eyüpsultan
- Fatih
- Gaziosmanpaşa
- Güngören
- Kağıthane
- Küçükçekmece
- Sarıyer
- Silivri
- Şişli
- Sultangazi
- Zeytinburnu
- Adalar
- Ataşehir
- Beykoz
- Çekmeköy
- Kadıköy
- Kartal
- Maltepe
- Pendik
- Sancaktepe
- Şile
- Sultanbeyli
- Tuzla
- Ümraniye
- Üsküdar

La provincia de Estambul está localizada en noroeste de Turquía. Está rodeada por las provincias de Tekirdağ al oeste, y Kocaeli al este, el mar Negro al norte, y el mar de Mármara al sur. El estrecho del Bósforo divide la provincia (así como a su capital provincial) en dos partes, una en Asia y otra en Europa. Su capital es la ciudad de Estambul, antigua capital de los Imperios otomano y romano de oriente, con el nombre de Constantinopla.